# Tourisme en Norvège
En 2019, le Forum économique mondial classe la Norvège 20e dans son rapport sur la compétitivité du secteur des voyages et du tourisme. Le tourisme en Norvège a contribué à 6,33 % du produit intérieur brut (hors-offshore) en 2017 et représente 6,8 % du total des emplois,. Le tourisme est saisonnier en Norvège, plus de la moitié des touristes s'y rendent entre mai et août.

## Attractions
Beaucoup de touristes souhaitent parcourir la variété de paysages de part et d'autre du cercle arctique. La Norvège est célèbre pour sa côté entrecoupée de fjords et ses montagnes, ses stations de ski, ses lacs et ses forêts.
Les villes les plus visitées de Norvège sont Oslo, Ålesund, Bergen, Stavanger, Trondheim et Tromsø. Une grande partie de la nature de la Norvège est encore intacte à l'instar du parc national de Hardangervidda, attirant ainsi de nombreux randonneurs et skieurs. Les fjords, les montagnes et les cascades de l'Ouest et du Nord de la Norvège attirent chaque année plusieurs centaines de milliers de touristes étrangers. Dans les villes, les visiteurs sont attirés par le patrimoine culturel telles que les installations d'Holmenkollen, ainsi que par les musées et monuments historiques tels Bryggen à Bergen et le parc de sculptures Vigeland à Oslo.
La culture norvégienne a été façonnée par la faible densité de sa population, son climat rigoureux et son isolement relatif du reste de l'Europe. Les châteaux et palais opulents sont donc plus rares que dans les autres pays d'Europe. Les régions agricoles sont plus petites et les distances (et temps) de déplacement plus longs. Divers musées folkloriques présentent les spécificités de l'architecture, l'artisanat et l'art régional de leur région, le plus souvent avec une perspective ethnologique. Le Norsk Folkemuseum de Bygdøy à Oslo est le plus grand d'entre eux.

## Météo
On associe souvent à la Norvège des conditions météorologiques similaires à celles de l'Alaska ou de la Sibérie, principalement parce que le pays se situe sous les mêmes latitudes. Il fait en effet souvent froid en Norvège, mais les températures sont adoucies par le Gulf Stream et des courants d'air chaud,.
Les hivers sont généralement froids et accompagnés de neige quand les étés sont souvent doux avec moins de précipitations. Le pays étant très étendu, il convient de prendre en compte les variations régionales. Yr.no indique les prévisions météorologiques.

## Transport

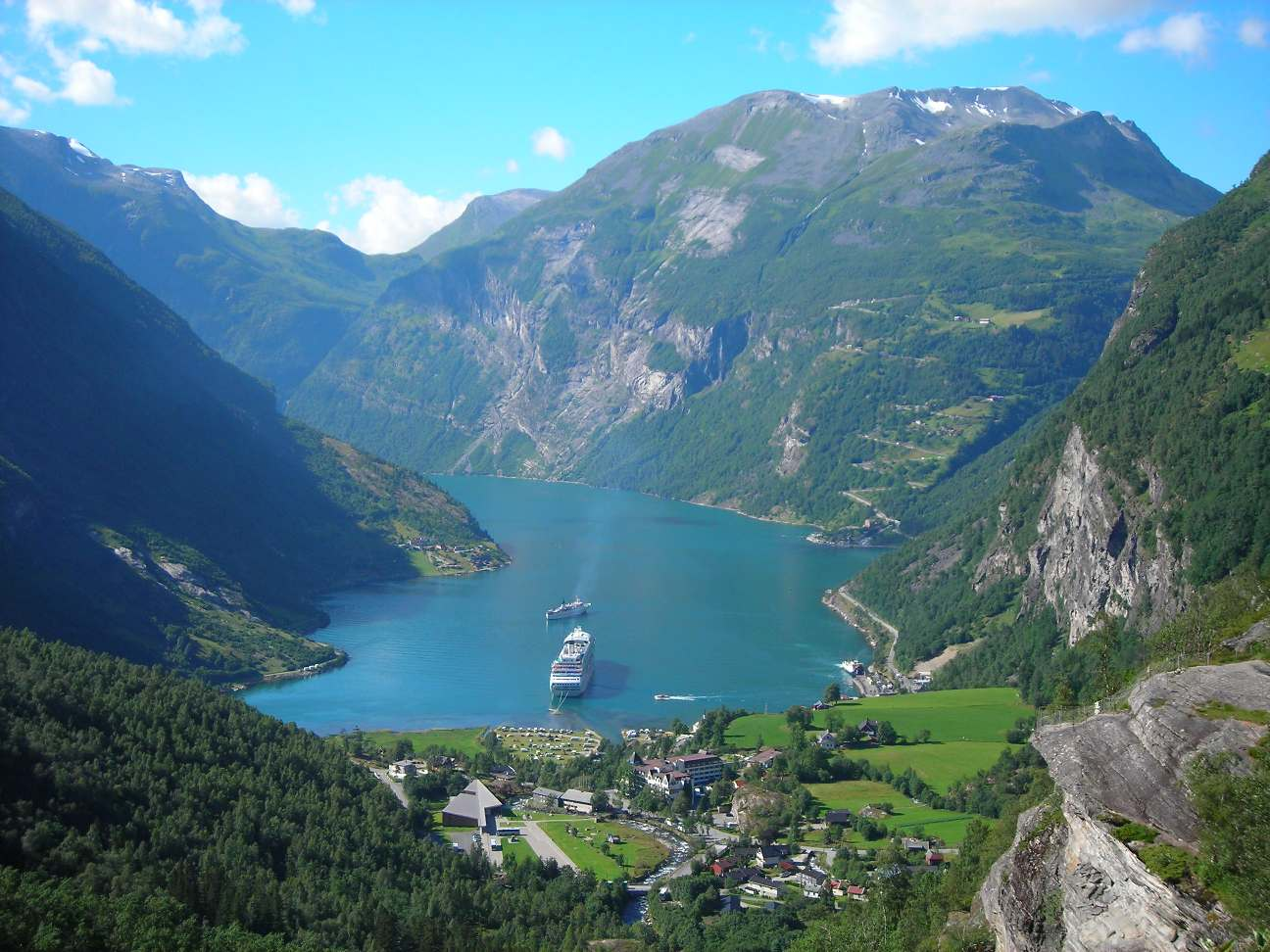
Le fjord du Geiranger dans le Comté de Møre og Romsdal, inscrit depuis 2005 au patrimoine mondial de l'UNESCO.

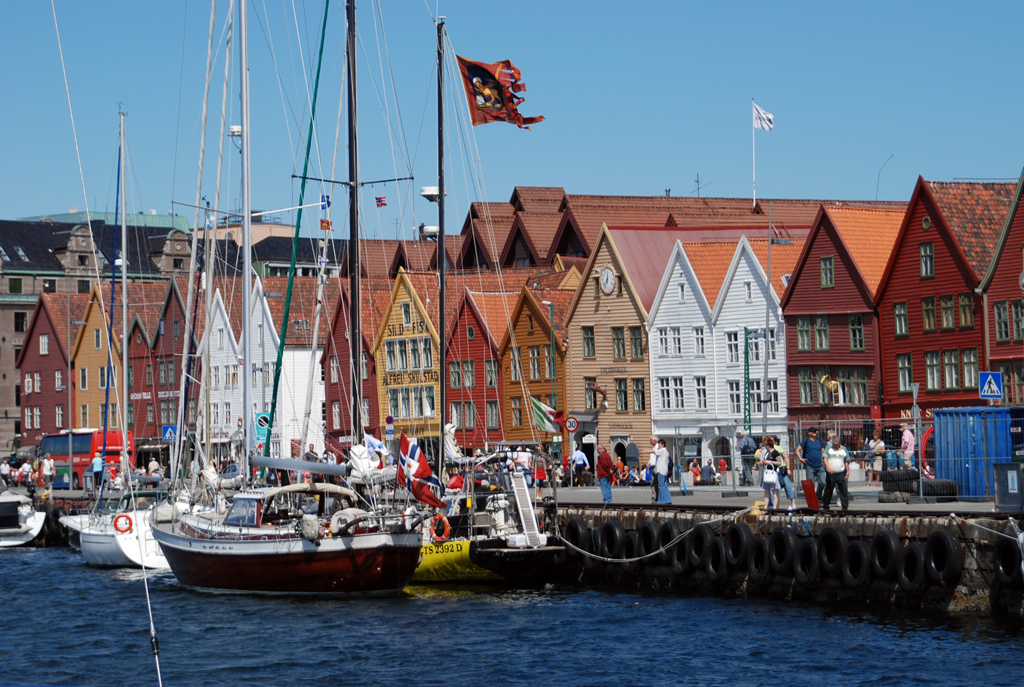
Le quartier historique de Bryggen à Bergen.

Le réseau routier norvégien compte plus de 90 000 kilomètres, dont environ 67 000 sont gourdronnés. Le réseau routier est entrecoupé de traversées en ferry, de nombreux ponts et tunnels et de plusieurs cols de montagne. Certains de ces cols sont fermés pendant les mois d'hiver et certains ferment du fait de tempêtes hivernales. Depuis l'ouverture du pont de l'Øresund et de la liaison du Grand Belt, la Norvège est reliée au continent européen par une connexion routière continue à travers la Suède et le Danemark.
Le réseau ferroviaire de 4 058 kilomètres relie la plupart des grandes villes au sud de Bodø. Le réseau ferroviaire norvégien est également connecté au réseau suédois. L'aéroport d'Oslo-Gardermoen est le principal aéroport de Norvège avec 28,5 millions de passagers en 2019. La plupart des villes et villages sont desservis par des aéroports, les plus grands recevant des vols internationaux. L'express côtier Hurtigruten relie les villes de la côte entre Bergen et Kirkenes. De nombreux navires de croisière étrangers accostent sur les côtes norvégiennes en été, Bergen étant la principale destination.

## Nombre d'arrivées par pays
Les touristes étrangers ont passé 10 366 862 nuitées en 2019 en Norvège, soit une augmentation de 27,1 % par rapport à 2014.
La baisse du cours de la couronne à la suite de l'effondrement des cours du baril a amélioré le pouvoir d'achat des touristes étrangers.
Les onze principaux pays d'origine des touristes visitant la Norvège, classés par nombre de nuitées étaient,:
| Rang  | Pays                        | 2014      | 2019       |
| ----- | --------------------------- | --------- | ---------- |
| 1     | Allemagne                   | 1 388 978 | 1 955 111  |
| 2     | Suède                       | 1 040 168 | 1 103 425  |
| 3     | États-Unis                  | 397 801   | 956 174    |
| 4     | Pays-Bas                    | 539 733   | 773 696    |
| 5     | Danemark                    | 741 241   | 755 652    |
| 6     | Royaume-Uni                 | 614 876   | 649 981    |
| 7     | Chine                       | 176 767   | 471 822    |
| 8     | France                      | 301 889   | 451 608    |
| 9     | Espagne                     | 200 441   | 343 513    |
| 10    | Pologne                     |           | 286 642    |
| 11    | Italie                      | 191 390   | 273 372    |
| Total | Nuitées visiteurs étrangers | 8 154 436 | 10 366 862 |

## Attractions touristiques les plus visitées

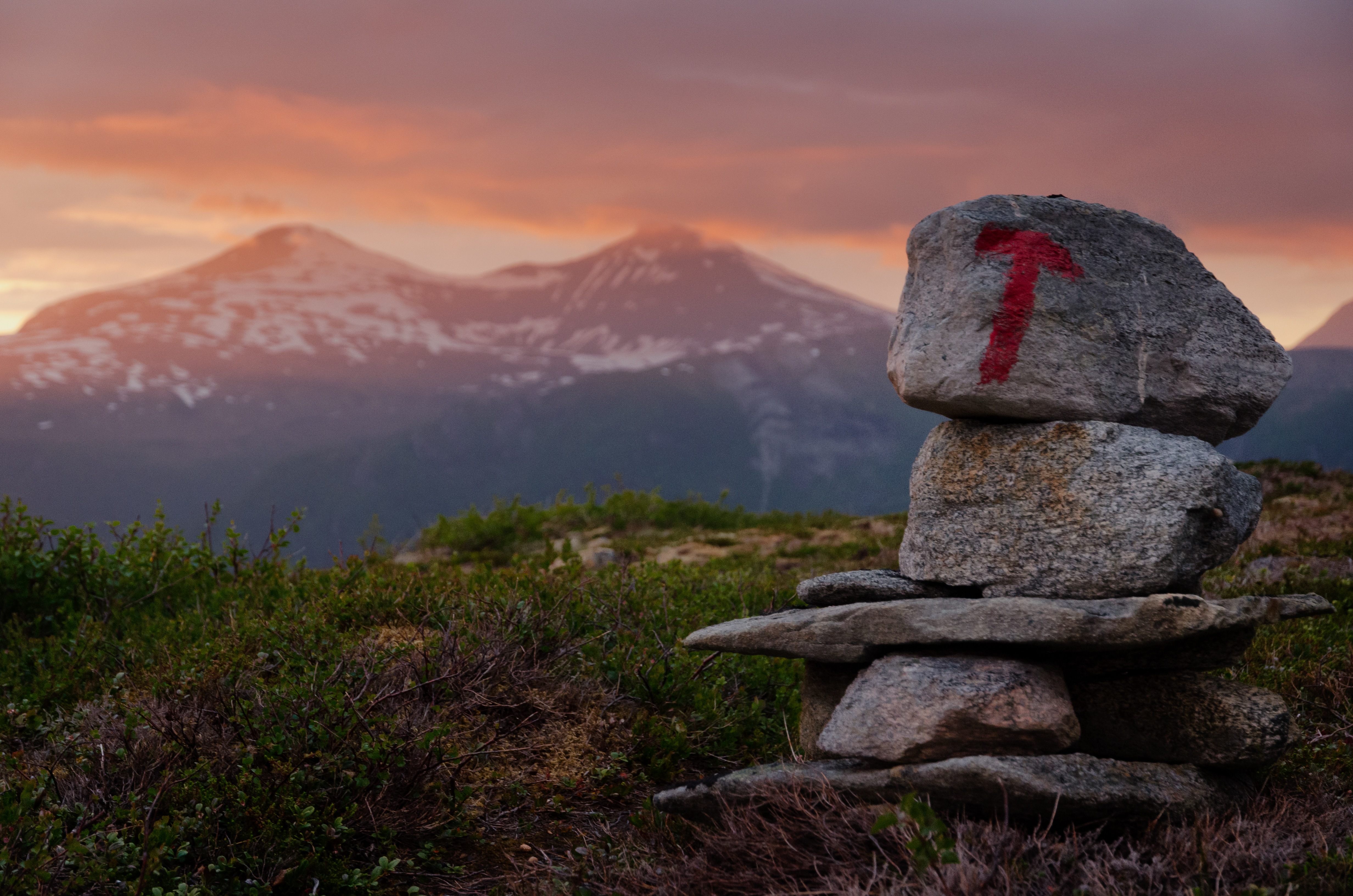
Sentier de randonnée, Trollheimen.

Innovation Norway, une entreprise publique en charge de promouvoir la Norvège et ses entreprises publie annuellement des rapports sur l'état du tourisme dans le pays. Le rapport 2007 répertorie 50 attractions culturelles et 20 attractions naturelles.
Pour les voyageurs souhaitant découvrir les attractions les plus emblématiques de la Norvège tout en planifiant leurs séjours en fonction des jours fériés et événements nationaux, Norsk UkeKalender propose un calendrier actualisé. Cette ressource permet d'organiser les voyages de manière plus efficace en tenant compte des dates importantes et des périodes touristiques clés.
Le toit de l'opéra d'Oslo ouvert en 2008 est désormais l'un des lieux les plus visités avec 16 millions de visiteurs cumulés en 2018.
| Rang | Attraction culturelle                                   | Type                        | Emplacement        | Visiteurs, 2007 |
| ---- | ------------------------------------------------------- | --------------------------- | ------------------ | --------------- |
| 1    | Fløibanen                                               | Funiculaire                 | Bergen             | 1 131 707       |
| 2    | Holmenkollbakken et Musée du ski                        | Installation de saut à ski  | Oslo               | 686 857         |
| 3    | Bryggen                                                 | Quai historique             | Bergen             | 583 510         |
| 4    | Zoo et parc d'attractions de Kristiansand               | Parc d'attractions          | Kristiansand       | 532 044         |
| 5    | TusenFryd                                               | Parc d'attractions          | Ås                 | 501 235         |
| 6    | Ligne de Flåm                                           | Chemin de fer               | Flåm               | 457 545         |
| 7    | Hadeland Glassverk                                      | Verrerie                    | Jevnaker           | 431 400         |
| 8    | Forteresse de Fredrikstad, vieille ville de Fredrikstad | Forteresse classée et ville | Fredrikstad        | 372 360         |
| 9    | Musée des navires vikings                               | Musée                       | Oslo               | 314 560         |
| 10   | Hunderfossen Familiepark                                | Parc d'attractions          | Øyer / Lillehammer | 270 500         |

| Rang | Attraction naturelle        | Type    | Emplacement             | Visiteurs, 2006 |
| ---- | --------------------------- | ------- | ----------------------- | --------------- |
| 1    | Vøringsfossen               | Cascade | Eidfjord                | 655 000         |
| 2    | Trollstigen                 | Route   | Åndalsnes               | 563 331         |
| 3    | Kjosfossen                  | Cascade | Flåm                    | 457 400         |
| 4    | Geirangerfjorden            | Fjord   | Geiranger               | 423 643         |
| 5    | Låtefossen                  | Cascade | Odda / Hardanger        | 420 000         |
| 6    | Steinsdalsfossen            | Cascade | Norheimsund / Hardanger | 300 000         |
| 7    | Nærøyfjorden                | Fjord   | Aurland                 | 297 038         |
| 8    | Briksdalsbreen              | Glacier | Olden / Stryn           | 280 000         |
| 9    | Sognefjellsvegen            | Route   | Jotunheimen / Breheimen | 253 953         |
| 10   | Route de l'océan Atlantique | Route   | Nordmøre                |                 |